# 24 juni
24 juni is de 175ste dag van het jaar (176ste dag in een schrikkeljaar) in de gregoriaanse kalender. Hierna volgen nog 190 dagen tot het einde van het jaar.

## Gebeurtenissen
- Algemeen
  - 79 - Titus Caesar Vespasianus volgt zijn vader Vespasianus op en wordt door de pretoriaanse garde uitgeroepen tot keizer van het Romeinse Rijk.
  - 474 - Julius Nepos, gouverneur van Dalmatië, wordt door de Senaat erkend als keizer van het West-Romeinse Rijk.
  - 1292 - Adolf I van Nassau en Imagina van Isenburg-Limburg worden in Aken gekroond.
  - 1509 - Hendrik VIII wordt tot koning van Engeland gekroond.
  - 1947 - De eerste bekende rapportage van een UFO: Kenneth Arnold, vliegend over de staat Washington, ziet negen lichtgevende ronde objecten.

- Media
  - 1952 - In Duitsland verschijnt de eerste Bild Zeitung.
  - 1964 - AVRO-talentenjacht Nieuwe oogst met het debuut van komiek André van Duin.[1]
  - 2011 - Op de Vlaamse televisiezender Eén is het showbizzprogramma De Rode Loper voor het laatst te zien.[2]
  - 2017 - KRO-presentator Leo Fijen krijgt de onderscheiding van ridder in de Orde van Sint-Gregorius de Grote uitgereikt als dank voor zijn jarenlange werkzaamheden voor de Rooms-Katholieke Kerk.[3]

- Muziek
  - 1880 - Eerste uitvoering van O Canada, het lied dat later het volkslied van Canada zou worden.
  - 2012 - Eerste concert, door de Nederlandse zanger Marco Borsato, in de Ziggo Dome, een concerthal in Amsterdam-Zuidoost.[1]
  - 2014 - Tijdens een veiling wordt de in 1964 met de hand geschreven tekst van Like A Rolling Stone van Bob Dylan verkocht voor 2 miljoen dollar.[1]

- Oorlog
  - 217 v.Chr. - Slag bij het Trasimeense Meer: Hannibal vernietigt in Umbrië het Romeinse leger onder bevel van Gaius Flaminius. De Romeinen worden in een hinderlaag gelokt, 15.000 legionairs sneuvelen in de strijd. De Gallische cavalerie neemt Gaius Flaminius gevangen en hij wordt onthoofd.
  - 1314 - Slag om Bannockburn: Schotse troepen onder leiding van Robert the Bruce verslaan Eduard II van Engeland. Schotland wint zijn onafhankelijkheid terug.
  - 1662 - Nederland probeert Macau te veroveren, maar dat lukt niet.
  - 1812 - Napoleon Bonaparte valt Rusland binnen op weg naar Moskou. Een half jaar later is hij weer terug.
  - 1859 - Slag bij Solferino: overwinning van de alliantie van het Franse leger onder Napoleon III en het Sardijnse leger onder Victor Emmanuel II (samen bekend als de Frans-Sardijnse Alliantie) op het Oostenrijkse leger onder commando van keizer Frans Jozef I. In de nasleep van deze slag vormde zich het begin van het Rode Kruis en de Eerste Geneefse Conventie.
  - 1910 - Japan valt Korea binnen.
  - 1994 - De regering van Guatemala en linkse rebellen worden het in Oslo eens over de oprichting van een commissie die de schendingen van mensenrechten moet onderzoeken. Het akkoord is een doorbraak in het vredesoverleg om een eind aan de jarenlange burgeroorlog te maken.
  - 2023 - Jevgeni Prigozjin, de leider van de Wagnergroep, verklaart dat zijn troepen het Russische militair hoofdkwartier in de Zuid-Russische stad Rostov aan de Don hebben bezet. De Wagner-troepen zullen volgens Prigozjin verder optrekken naar Moskou.[4] De Russische president Vladimir Poetin reageert in een televisietoespraak en spreekt over "landverraad".[5] Later op de dag wordt duidelijk dat de opmars van de Wagner-troepen is gestopt en dat Prigozjin zich zal gaan vestigen in Wit-Rusland.[6]
  - 2025 - Israël en Iran, die elkaar sinds 13 juni constant met luchtaanvallen bestoken, bereiken een akkoord tot wapenstilstand.[7]

- Politiek
  - 2004 - In de Amerikaanse staat New York wordt de doodstraf afgeschaft.
  - 2014 - Koning Willem-Alexander en koningin Máxima brengen aan Polen hun eerste officiële staatsbezoek.
  - 2016 - 52% van de Britse stemgerechtigden kiest in een referendum voor een brexit, een uittreden (op termijn) van het Verenigd Koninkrijk uit de Europese Unie. Als gevolg van de uitslag kondigt premier Cameron zijn aftreden aan.
  - 2016 - De oppositie in Venezuela heeft voldoende rechtsgeldige handtekeningen verzameld om een referendum in gang te zetten voor de afzetting van president Nicolás Maduro, aldus oppositieleider Henrique Capriles.
  - 2025 - De tweedaagse NAVO-top in Den Haag werd afgetrapt met het Defence Industry Forum en een diner bij de Nederlandse koning en koningin in Paleis Huis ten Bosch met onder anderen alle staatshoofden.

- Religie
  - 1950 - Heiligverklaring door Paus Pius XII van Maria Goretti (1890-1902), een Italiaans meisje dat door haar aanrander werd vermoord.
  - 1990 - In Belfast worden de eerste twee vrouwelijke priesters van de Kerk van Ierland ingewijd.
  - 2000 - Benoeming van Jan van Burgsteden tot hulpbisschop van Haarlem.

- Sport
  - 1894 - Het IOC besluit elke vier jaar Olympische Spelen te organiseren.
  - 1901 - Oprichting van de Engelse voetbalclub Brighton & Hove Albion in Brighton.
  - 1909 - Oprichting van de Chileense voetbalclub CD Everton in Viña del Mar.
  - 1986 - Matt Biondi scherpt in Orlando zijn eigen wereldrecord op de 100 meter vrije slag aan tot 48,74. Het oude record (48,95) stond sinds 6 augustus 1985 op naam van de Amerikaanse zwemmer.
  - 1990 - Martina Navrátilová wint haar negende Wimbledontitel in het vrouwenenkelspel.
  - 2004 - Rudi Völler neemt ontslag als bondscoach van het Duits voetbalelftal.
  - 2006 - Bij wedstrijden in Sjoekovski scherpt de Russische atlete Tatjana Lysenko het twaalf dagen oude wereldrecord kogelslingeren (77,26 meter) van haar landgenote Gulfija Chanafejeva aan tot 77,41 meter.
  - 2007 - Het Amerikaans voetbalelftal wint de negende editie van de CONCACAF Gold Cup door in de finale Mexico met 2-1 te verslaan.
  - 2010 - Op Wimbledon komt na drie dagen een eind aan de langste tenniswedstrijd in de geschiedenis. De Amerikaan John Isner verslaat de Fransman Nicolas Mahut in vijf sets: 6–4, 3–6, 6–7 (7), 7–6 (3) en 70–68.
  - 2023 - Demi Vollering wint het Nederlands Kampioenschap wegwielrennen bij de vrouwen. Haar teamgenote Lorena Wiebes wordt tweede en Marianne Vos wordt derde.[8]

- Wetenschap en technologie
  - 1597 - De eerste Nederlandse expeditie naar Oost-Indië bereikt Bantam (op Java).
  - 1963 - Demonstratie van de eerste videorecorder, in de studio's van de BBC.
  - 1983 - Sally Ride, de eerste Amerikaanse vrouwelijke astronaut, keert terug op aarde.

## Geboren

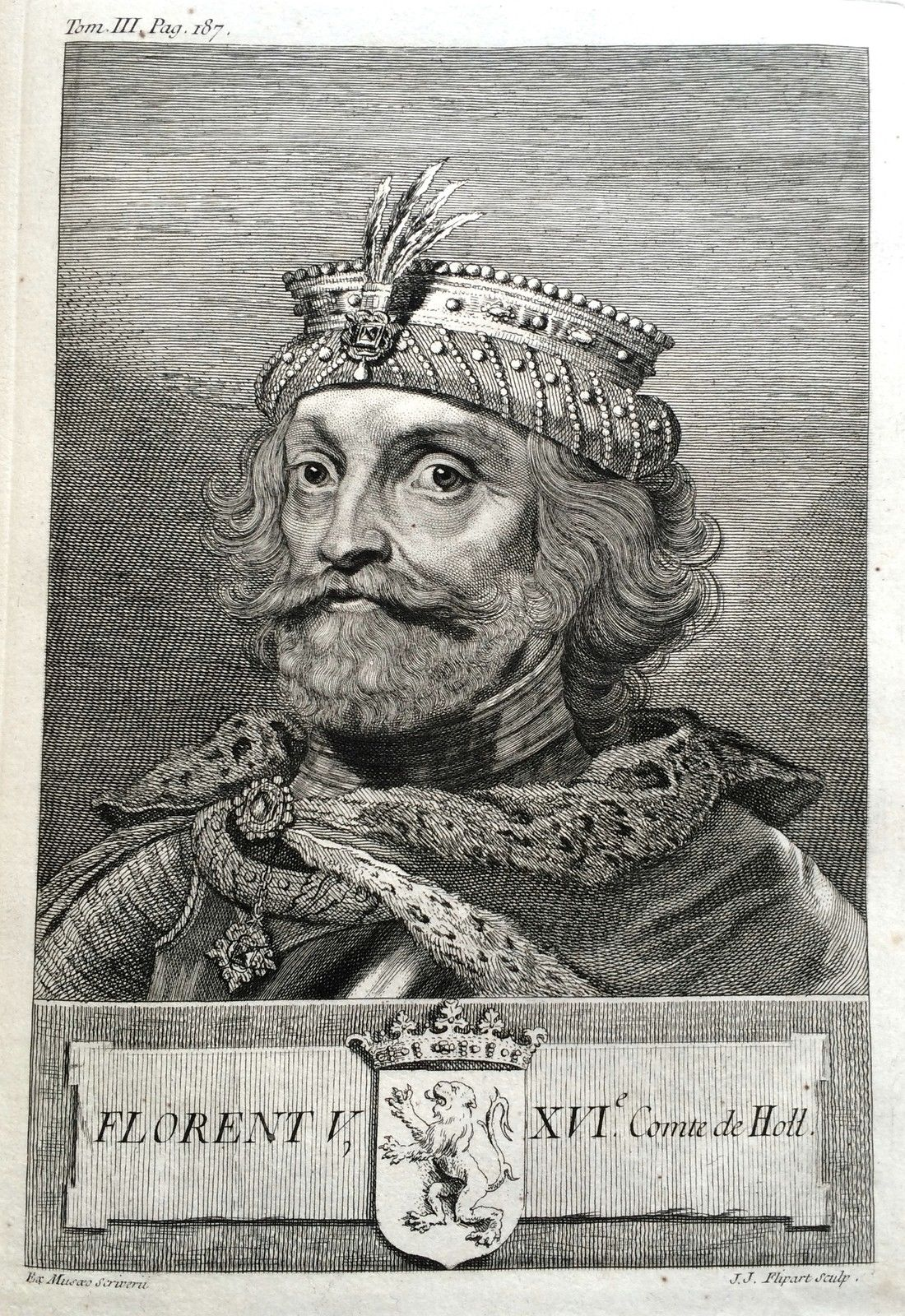
Floris V van Holland
geboren in 1254

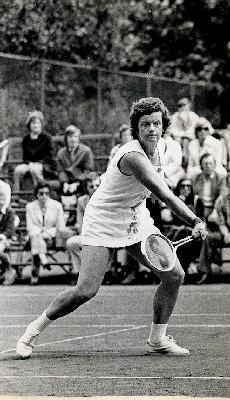
Betty Stöve
geboren in 1945

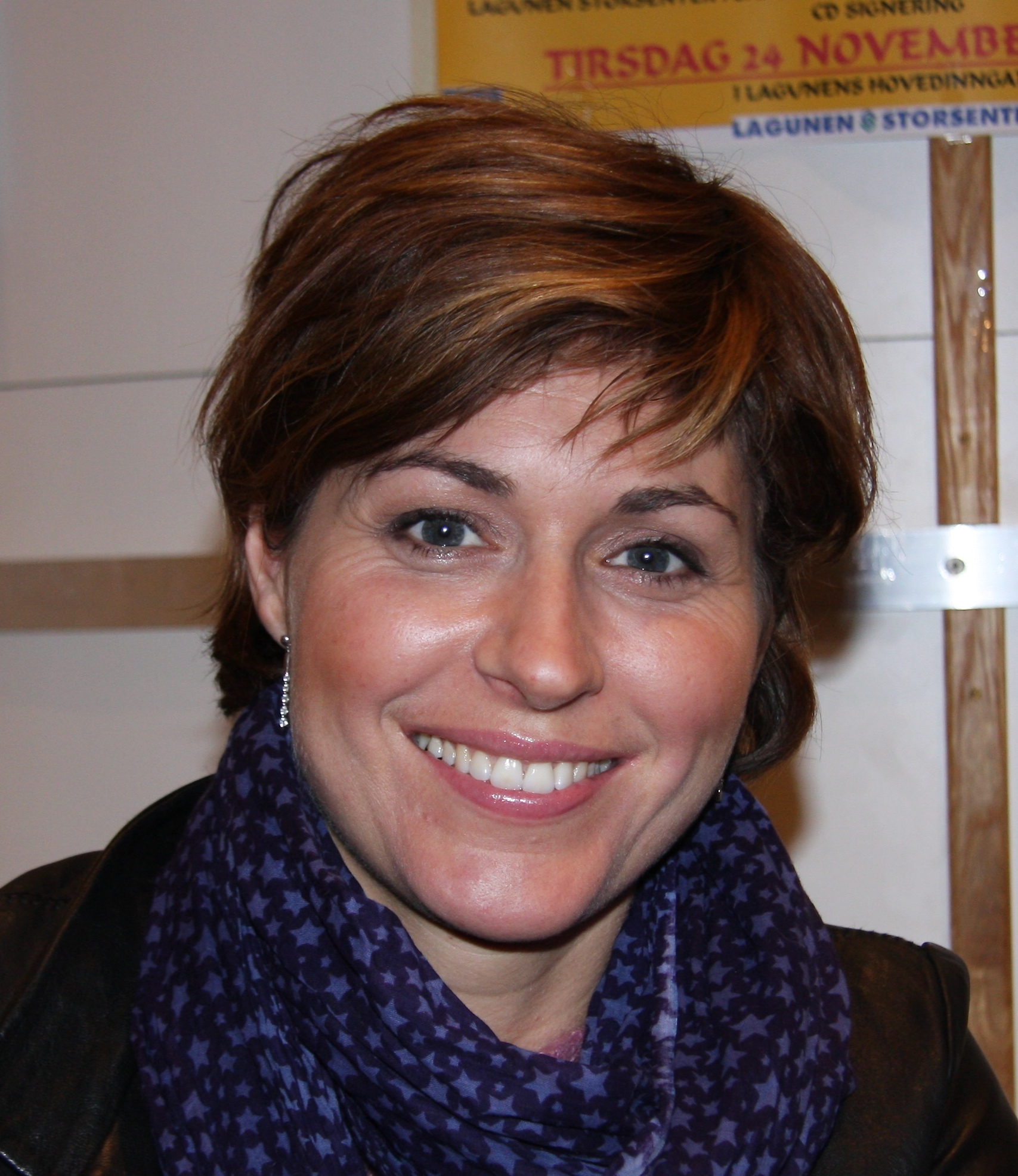
Sissel Kyrkjebø
geboren in 1969

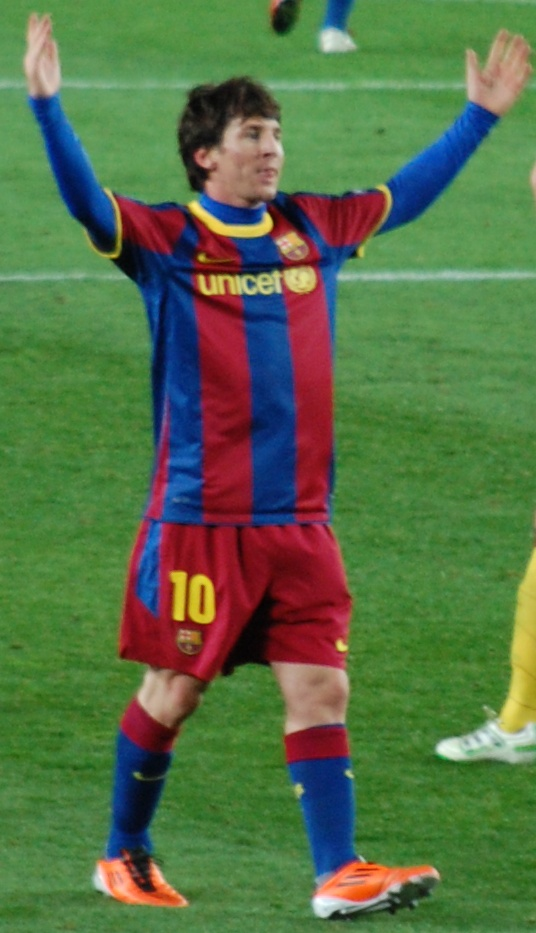
Lionel Messi
geboren in 1987

- 1210 - Floris IV van Holland, graaf van Holland (overleden 1234)
- 1254 - Floris V van Holland, graaf van Holland (overleden 1296)
- 1340 - Jan van Gent, hertog van Lancaster (overleden 1399)
- 1519 - Theodorus Beza, Frans-Zwitsers theoloog (overleden 1605)
- 1532 - Robert Dudley, 1e graaf van Leicester (overleden 1588)
- 1532 - Edzard II van Oost-Friesland, graaf van Oost-Friesland (overleden 1599)
- 1542 - Johannes van het Kruis, Spaans heilige (overleden 1591)
- 1777 - John Ross, Schots marine-officier en ontdekkingsreiziger (overleden 1856)
- 1795 - Ernst Heinrich Weber, Duits anatoom en fysioloog (overleden 1878)
- 1818 - Karel Alexander van Saksen-Weimar-Eisenach, groothertog van Saksen-Weimar-Eisenach (overleden 1901)
- 1842 - Ambrose Bierce, Amerikaans schrijver (overleden 1913 of 1914)
- 1850 - Herbert Kitchener, Brits militair (overleden 1916)
- 1853 - Jan Jacob Willinge, Nederlands burgemeester (overleden 1921)
- 1859 - Marcela Agoncillo, Filipijns historisch figuur (overleden 1946)
- 1864 - Heinrich Wölfflin, Zwitsers kunsthistoricus (overleden 1945)
- 1876 - Adrianus Johannes Dresmé, Nederlands beeldhouwer (overleden 1961)
- 1877 - Aleksej Remizov, Russisch schrijver (overleden 1957)
- 1880 - Oswald Veblen, Amerikaans wiskundige (overleden 1960)
- 1883 - Victor Franz Hess, Amerikaans natuurkundige (overleden 1964)
- 1883 - Jean Metzinger, Frans kunstschilder (overleden 1956)
- 1888 - Eugène Marie Louis Bridoux, Frans generaal en minister van Oorlog (overleden 1956)
- 1888 - Gerrit Rietveld, Nederlands architect en meubelontwerper (overleden 1964)
- 1889 - Howdy Wilcox, Amerikaans autocoureur (overleden 1923)
- 1893 - Roy Oliver Disney, Amerikaans zakenman (overleden 1971)
- 1895 - Jack Dempsey, Amerikaans bokser (overleden 1983)
- 1896 - Alex de Haas, Nederlands cabaretier (overleden 1973)
- 1899 - Madelon Székely-Lulofs, Nederlands schrijfster en journaliste (overleden 1958)
- 1900 - Adriaan Katte, Nederlands hockeyer (overleden 1991)
- 1900 - Gérard Noël, Belgisch atleet (overleden 1963)
- 1901 - Marcel Mule, Frans klassiek saxofonist (overleden 2001)
- 1901 - Harry Partch, Amerikaans componist (overleden 1974)
- 1904 - Phil Harris, Amerikaans singer-songwriter (overleden 1995)
- 1905 - Fred Alderman, Amerikaans atleet (overleden 1998)
- 1906 - Jean Chot, Belgisch politicus (overleden 1991)
- 1906 - Pierre Fournier, Frans cellist (overleden 1986)
- 1908 - Hugo Distler, Duits componist (overleden 1942)
- 1908 - Tullio Pinelli, Italiaans scenarioschrijver (overleden 2009)
- 1911 - Juan Manuel Fangio, Argentijns coureur (overleden 1995)
- 1913 - Gustaaf Deloor, Belgisch wielrenner (overleden 2002)
- 1913 - Heinrich Hollreiser, Duits dirigent (overleden 2006)
- 1914 - Myroslav Ivan Ljoebatsjivsky, Oekraïens kardinaal en grootaartsbisschop van Lviv (overleden 2000)
- 1915 - Fred Hoyle, Brits astronoom (overleden 2001)
- 1917 - Ramblin' Tommy Scott, Amerikaans musicus en entertainer (overleden 2013)
- 1919 - Al Molinaro, Amerikaans acteur (overleden 2015)
- 1920 - Clem De Ridder, Belgisch activist, componist en schrijver (overleden 2013)
- 1922 - Pieter Kooistra, Nederlands schilder, graficus, fotograaf, beeldhouwer en schrijver (overleden 1998)
- 1924 - Kurt Furgler, Zwitsers politicus (overleden 2008)
- 1927 - Jozef Fuyen, Belgisch architect (overleden 2023)
- 1927 - Martin Lewis Perl, Amerikaans natuurkundige en Nobelprijswinnaar (overleden 2014)
- 1927 - Osvaldo Zubeldía, Argentijns voetballer en trainer (overleden 1982)
- 1928 - Yvan Delporte, Belgisch stripscenarist (overleden 2007)
- 1929 - Carolyn Shoemaker  Amerikaans astronome (overleden 2021)
- 1930 - Claude Chabrol, Frans regisseur (overleden 2010)
- 1930 - Willy Wuyts, Belgisch atleet (overleden 2023)
- 1931 - Billy Casper, Amerikaans golfer (overleden 2015)
- 1931 - Wilfried Van Durme, Belgisch politicus (overleden 2015)
- 1932 - Antoñete, Spaans torero (overleden 2011)
- 1932 - Margit Korondi, Hongaars-Amerikaans turnster (overleden 2022)
- 1932 - Michail Ogonkov, Sovjet voetballer (overleden 1979)
- 1932 - Wim van Rooij, Nederlands acteur (overleden 2017)
- 1933 - Wilfred Smit, Nederlands dichter (overleden 1972)
- 1934 - Tom Bridger, Brits autocoureur (overleden 1991)
- 1935 - Wim Gerlach, Nederlands bokser (overleden 2007)
- 1935 - Terry Riley, Amerikaans componist
- 1936 - Lee Ufan, Koreaans schilder, beeldhouwer, dichter en filosoof
- 1938 - Carla Brünott, Nederlands activiste (overleden 2017)
- 1939 - Michael Gothard, Engels acteur (overleden 1992)
- 1941 - Roger M.J. De Neef, Belgisch dichter, journalist en essayist
- 1941 - Julia Kristeva, Bulgaars-Frans filosoof, psycho-analist en schrijfster
- 1942 - Eduardo Frei Ruiz-Tagle, Chileens president
- 1942 - Egbert Nijstad, Nederlands atleet
- 1942 - Liane Winter, Duits atlete
- 1943 - Carole Caldwell-Graebner, Amerikaans tennisspeelster (overleden 2008)
- 1944 - Jeff Beck, Brits gitarist (overleden 2023)
- 1944 - Eddy Jharap, Surinaams zakenman
- 1944 - Chris Wood, Brits musicus (overleden 1983)
- 1945 - Colin Blunstone, Brits zanger en gitarist
- 1945 - Jan de Geus, Nederlands politicus (overleden 2007)
- 1945 - George Pataki, Amerikaans politicus
- 1945 - Betty Stöve, Nederlands tennisster
- 1946 - Tamara Fedosova, Russisch schoonspringster
- 1946 - Hans-Jürgen Ripp, Duits voetballer (overleden 2021)
- 1947 - Gerrie van Delft-Jaasma, Nederlands politicus (overleden 2017)
- 1947 - Mick Fleetwood, Brits drummer en popartiest
- 1947 - Peter Weller, Amerikaans acteur
- 1948 - Patrick Moraz, Zwitsers toetsenist (Yes)
- 1949 - Jan Aling, Nederlands wielrenner (overleden 2020)
- 1949 - John Illsley, Brits bassist
- 1949 - Brigitte Mohnhaupt, Duits terroriste
- 1949 - Jan Teeuw, Nederlands organist
- 1950 - Nancy Allen, Amerikaans actrice
- 1950 - Hedy Gubbels, Nederlands beeldend kunstenares (overleden 2023)
- 1950 - Wilfried Scheutz, Oostenrijks zanger (overleden 2017)
- 1952 - Lorna Forde, Barbadiaans atlete
- 1952 - Bert Middel, Nederlands politicus
- 1953 - Arend van Dam, Nederlands kinderboekenschrijver
- 1953 - Eleni Theocharous, Cypriotisch politicus
- 1955 - Boudewijn de Geer, Nederlands voetballer (overleden 2024)
- 1955 - Luc Missorten, Belgisch ondernemer
- 1955 - Loren Roberts, Amerikaans golfer
- 1956 - Joe Penny, Engels acteur
- 1956 - Hannu Turunen, Fins voetballer
- 1957 - Terence Wilson, Brits-Jamaicaans muzikant (overleden 2021)
- 1958 - Luc Bataillie, Belgisch componist
- 1958 - Tze-Chung Chen, Taiwanees golfer
- 1959 - Dan Gilroy, Amerikaans filmscenarist en -regisseur
- 1959 - John Gilroy, Amerikaans filmmonteur
- 1960 - Siedah Garrett, Amerikaans zangeres en songwriter
- 1960 - Ian Rogers, Australisch schaker
- 1960 - René Temmink, Nederlands voetbalscheidsrechter
- 1961 - Ann Coopman, Belgisch politica (overleden 2019)
- 1961 - Diomid, Russisch-orthodoxe bisschop (overleden 2021)
- 1961 - Mink Kok, Nederlands crimineel
- 1962 - Harry van Bommel, Nederlands politicus
- 1963 - Jurgen Van Meerbeeck, Belgisch basketballer en basketbalcoach
- 1964 - Günther Mader, Oostenrijks alpineskiër
- 1965 - Michael Knauth, Duits hockeyer
- 1966 - Luc Bernaert, Belgisch atleet
- 1966 - Adrienne Shelly, Amerikaans actrice, regisseuse en scenarioschrijfster (overleden 2006)
- 1967 - Corina Crețu, Roemeens politica en journaliste
- 1967 - Richard Z. Kruspe, Duits gitarist
- 1967 - Sherry Stringfield, Amerikaans actrice
- 1968 - Alaa Abdelnaby, Egyptisch-Amerikaans basketbalspeler
- 1968 - Boris Gelfand, Wit-Russisch schaker
- 1968 - Andrej Poljšak, Sloveens voetballer
- 1969 - Irene Hemelaar, Nederlands mensenrechtenactivist en zangeres
- 1969 - Sissel Kyrkjebø (Sissel), Noors zangeres
- 1970 - Glenn Medeiros, Hawaïaans zanger en liedjesschrijver
- 1971 - Dyab Abou Jahjah, Libanees-Belgisch politiek leider van de AEL
- 1971 - Thomas Helveg, Deens voetballer
- 1972 - Pieter Klok, Nederlands journalist, hoofdredacteur van de Volkskrant
- 1972 - Robbie McEwen, Australisch wielrenner
- 1973 - Milouska Meulens, Nederlands presentatrice
- 1974 - Peter Chebet Kiprono, Keniaans atleet
- 1974 - Roman Kratochvíl, Slowaaks voetballer
- 1976 - Dmitri Sennikov, Russisch voetballer
- 1977 - Cas Jansen, Nederlands acteur
- 1977 - Rune Lange, Noors voetballer
- 1977 - Nina Zjivanevskaja, Russisch-Spaans zwemster
- 1978 - Luis García Sanz, Spaans voetballer
- 1978 - Pantelis Kafes, Grieks voetballer
- 1978 - Shunsuke Nakamura, Japans voetballer
- 1978 - Juan Román Riquelme, Argentijns voetballer
- 1978 - Emppu Vuorinen, Fins gitarist
- 1979 - Matthijs Kleyn, Nederlands schrijver
- 1980 - Cícero João de Cezare, Braziliaans voetballer
- 1982 - Serginho Greene, Nederlands voetballer
- 1982 - Lotte Verbeek, Nederlands actrice
- 1983 - Guo Yan, Chinees tafeltennisster
- 1983 - Kenny Van Hoevelen, Belgisch voetballer
- 1983 - Stephan van Hoving, Nederlands voetballer
- 1983 - Jasmin Moghbeli, Duits-Amerikaans helikoptertestpiloot en NASA-astronaut
- 1984 - Juan Pablo Dotti, Argentijns wielrenner
- 1984 - Michael Mathieu, Bahamaans atleet
- 1985 - Mary Holland, Amerikaans actrice
- 1985 - Žana Novaković, Bosnisch alpineskiester
- 1985 - Dennis Storm, Nederlands presentator
- 1986 - Caroline Burckle, Amerikaans zwemster
- 1986 - Jean, Braziliaans voetballer
- 1986 - Solange Knowles, Amerikaans actrice en zangeres
- 1986 - Jean-Marie Louis, Belgisch atleet
- 1987 - Wesley Lopes Beltrame, Braziliaans voetballer
- 1987 - Lionel Messi, Argentijns voetballer
- 1987 - Pierre Vaultier, Frans snowboarder
- 1987 - Trixie Whitley, Amerikaans-Belgisch muzikante
- 1988 - Micah Richards, Engels voetballer
- 1988 - Ryan Sissons, Nieuw-Zeelands triatleet
- 1990 - Robbert Kemperman, Nederlands hockeyer
- 1990 - Kelvin Leerdam, Nederlands voetballer
- 1991 - Hiba Abu Nada, Palestijns schrijfster en dichteres
- 1991 - Mutaz Essa Barshim, Qatarees atleet
- 1991 - Dexter Darden, Amerikaans acteur
- 1991 - Jan Ziobro, Pools schansspringer
- 1992 - David Alaba, Oostenrijks voetballer
- 1992 - Merika Enne, Fins snowboardster
- 1992 - Félix Serrallés, Puerto Ricaans autocoureur
- 1993 - Hasanboy Doesmatov, Oezbeeks bokser
- 1993 - Brandon Maïsano, Frans autocoureur
- 1993 - Stina Nilsson, Zweeds langlaufster
- 1994 - Mitch Evans, Nieuw-Zeelands autocoureur
- 1994 - Robin Stoevelaar, Nederlands softbalscheidsrechter en -coach
- 1996 - Rosa Klöser, Duits wielrenster
- 1997 - Kenneth Paal, Nederlands voetballer
- 2002 - Hamish Armitt, Brits wielrenner
- 2002 - Lotje de Keijzer, Nederlands voetbalster
- 2003 - Nikée van Dijk, Nederlands voetbalster
- 2003 - Loreta Lulaj, Kosovaars-Duits voetbalster
- 2005 - Senne van de Velde, Nederlands voetbalster

## Overleden

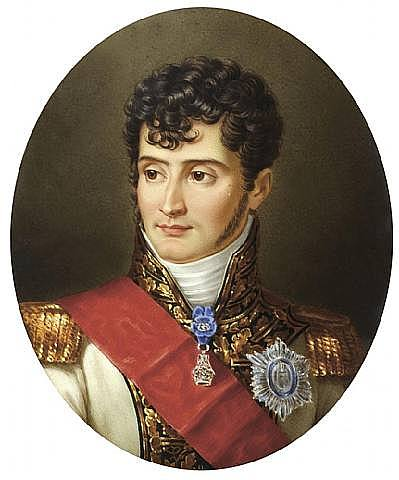
Jérôme Bonaparte
overleden in 1860

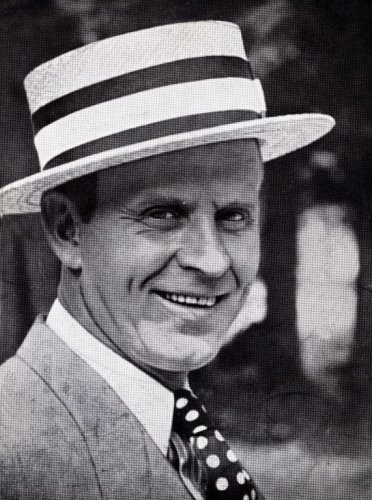
Lou Bandy
overleden in 1959

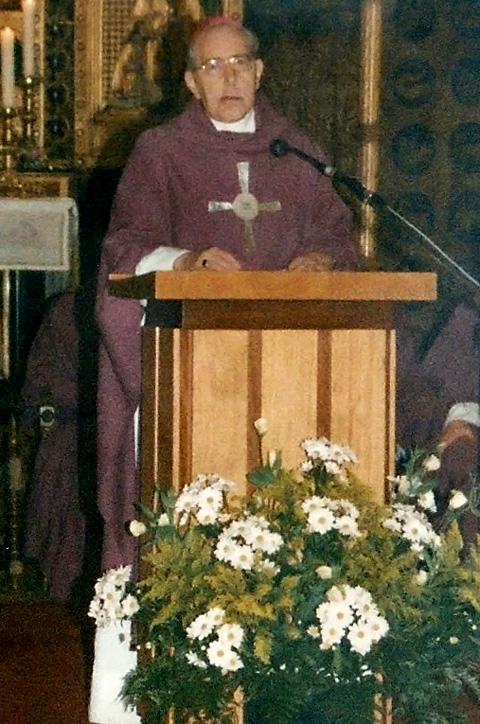
Joannes Gijsen
overleden in 2013

- 1322 - Matteo I Visconti (71), heerser over Milaan
- 1340 - Hugues Quiéret (ca. 50), Frans admiraal
- 1398 - Hongwu (69), keizer van China
- 1519 - Lucrezia Borgia (39), hertogin van Ferrara
- 1604 - Edward de Vere, Engels schrijver
- 1615 - Katagiri Katsumoto (59), Japans samoerai
- 1683 - Nicolaes van Hoorn (ca. 48), Nederlands piraat
- 1768 - Maria Leszczyńska (65), echtgenote van Lodewijk XV van Frankrijk
- 1798 - Maria Christina van Oostenrijk (56)
- 1860 - Jérôme Bonaparte (75), koning van Westfalen
- 1897 - Adolphe David (54), Frans componist
- 1908 - Grover Cleveland (71), 22ste en 24ste president van de Verenigde Staten
- 1912 - George Leake (55), 3e premier van West-Australië
- 1922 - Coenraad Willem Johan Bouwmeester (82), Nederlands burgemeester
- 1922 - Walther Rathenau (54), Duits industrieel en politicus
- 1945 - Emanuel Moresco (75), Nederlands ambtenaar en hoogleraar
- 1952 - Lodewijk Mortelmans (84),  Belgisch musicus, componist, muziekpedagoog, dirigent en organist
- 1953 - George Herbert Walker (88), Amerikaans bankier en zakenman
- 1957 - František Kupka (85), Tsjechisch-Frans schilder
- 1959 - Lou Bandy (69), Nederlands zanger en conferencier
- 1962 - Lucile Watson (83), Canadees-Amerikaans actrice
- 1966 - Otto-Wilhelm Förster (81), Duits generaal
- 1975 - Antoinette van Dijk (95), Nederlands zangeres en presentatrice
- 1980 - Arnaldo Patusca da Silveira (Arnaldo da Silveira) (85), Braziliaans voetballer
- 1982 - Hans Klerx (38), Nederlands dirigent en trombonist
- 1982 - Jakob Streitle (65), Duits voetballer
- 1991 - Rufino Tamayo (91), Mexicaans kunstschilder
- 1992 - Jean Delarge (99), Belgisch atleet
- 2000 - David Tomlinson (83), Engels acteur
- 2001 - Hugo Willibrord Bloemers (93), Nederlands politicus en natuurbeschermer
- 2001 - Greta Brouwers (86), Nederlands zwemster
- 2003 - Rene Cayetano (68), Filipijns senator
- 2007 - Léon Jeck (60), Belgisch voetballer
- 2007 - Bob Kroon (82), Nederlands journalist
- 2007 - Chris Benoit (40), Canadees professioneel worstelaar
- 2008 - Ruth Cardoso (77), Braziliaans antropologe
- 2008 - Leonid Hurwicz (90), Amerikaans econoom en wiskundige
- 2009 - Andrés Cascioli (73), Argentijns tekenaar en cartoonist
- 2009 - Freek van de Graaff (65), Nederlands roeier
- 2009 - Tim Krekel (58), Amerikaans zanger en componist
- 2009 - Antonio José dos Santos (Toninho Vanusa) (53), Braziliaans voetballer
- 2010 - Fred Anderson (81), Amerikaans saxofonist
- 2010 - Kazimierz Paździor (75), Pools bokser
- 2010 - Pete Quaife (66), Brits basgitarist
- 2011 - Tomislav Ivić (77), Kroatisch voetbalcoach
- 2012 - Miki Roqué (23), Spaans voetballer
- 2013 - Emilio Colombo (93), Italiaans diplomaat en politicus
- 2013 - Joannes Gijsen (80), Nederlands bisschop
- 2013 - Puff Johnson (40), Amerikaans zangeres
- 2014 - Eli Wallach (98), Amerikaans acteur
- 2016 - Andries Kinsbergen (89), Belgisch politicus
- 2016 - Bernie Worrell (72), Amerikaans muzikant, muziekproducer en componist
- 2017 - Wim van Beek (87), Nederlands organist
- 2018 - Stanley Anderson (78), Amerikaans acteur
- 2019 - Billy Drago (73), Amerikaans acteur
- 2020 - Etienne Cerexhe (89), Belgisch senator
- 2020 - Lenore Harney (95), Kittitiaans arts
- 2021 - Benigno Aquino III (61), Filipijns politicus en oud-president
- 2021 - Trần Thiện Khiêm (95),  Vietnamees militair en politicus
- 2023 - Claude Barzotti (Francesco Barzotti) (69), Belgisch zanger
- 2023 - Ian Browne (92), Australisch wielrenner
- 2023 - Cédric Roussel (45), Belgisch voetballer
- 2023 - Dean Smith (91), Amerikaans atleet
- 2024 - Wiel Teeuwen (86), Nederlands voetballer
- 2024 - Anton Blok (89), Nederlands antropoloog
- 2024 - Michel van Overbeeke (81), Nederlands kunstenaar
- 2025 - Bobby Sherman (81), Amerikaans zanger, liedjesschrijver en acteur

## Viering/herdenking
- Quebec: Fête de la Saint-Jean-Baptiste, patroonfeest

- Het midzomerfeest

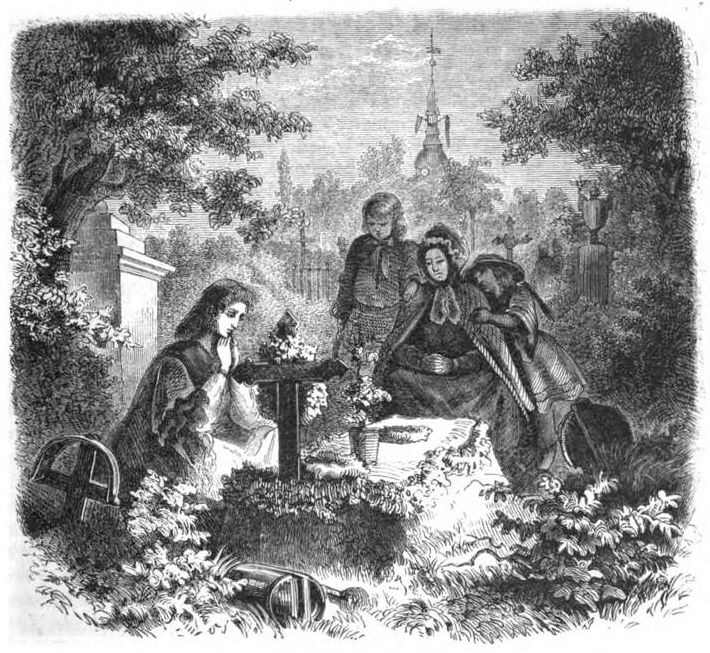
Johannesfeest in Leipzig, Das festliche Jahr in Sitten, Gebräuchen und Festen der germanischen Völker, 1863

- Populistisch festival van Fors Fortuna te Rome.
- Katholieke kalender:
  - Hoogfeest v/d Geboorte van Johannes de Doper, Patroon v/d borstelmakers en de messenslijpers
  - Heilige Rumoldus van Mechelen († c. 775 [traditioneel] of 580 à 655 [archeologisch]) - Gedachtenis (in Aartsbisdom Mechelen-Brussel)
  - Heilige Gohardus van Nantes († 843)
  - Heilige Theodulfus van Lobbes († 776)

## Weerextremen

### Nederland
| | Officiële records | Officiële records | Officiële records |      | Landelijke records | Landelijke records | Landelijke records                             |
| Gebeurtenis | Jaar              | Extreem           | Locatie           | Jaar | Extreem            | Locatie            |                                                |
| --- | ----------------- | ----------------- | ----------------- | ---- | ------------------ | ------------------ | ---------------------------------------------- |
| Laagste etmaalgemiddelde temperatuur (°C) | 1918              | 10,7              | De Bilt           |      | 1918               | 8,7                | Eelde                                          |
| Hoogste etmaalgemiddelde temperatuur (°C) | 2005              | 25,6              | De Bilt           |      | 2005               | 26,9               | Eindhoven, Maastricht                          |
| Laagste minimumtemperatuur (°C) | 1926              | 3,0               | De Bilt           |      | 1926               | 3,0                | De Bilt                                        |
| Hoogste minimumtemperatuur (°C) | 2019              | 19,2              | De Bilt           |      | 2005               | 21,3               | Maastricht                                     |
| Laagste maximumtemperatuur (°C) | 1927              | 13,8              | De Bilt           |      | 1918               | 12,1               | De Kooy, Eelde                                 |
| Hoogste maximumtemperatuur (°C) | 2005              | 32,6              | De Bilt           |      | 1976               | 36,5               | IJmuiden                                       |
| Hoogste uurgemiddelde windsnelheid (m/s) | 1911              | 12,3              | De Bilt           |      | 2004               | 20,0               | Schaar, Vlakte van De Raan, Vlieland, IJmuiden |
| Hoogste windstoot (m/s) | 2012              | 18,0              | De Bilt           |      | 2004               | 26,0               | Cadzand, Hoek van Holland, Schaar, IJmuiden    |
| Langste zonneschijnduur (uur) | 1902              | 16,7              | De Bilt           |      | 1902               | 16,7               | De Bilt                                        |
| Langste neerslagduur (uur) | 2012              | 9,8               | De Bilt           |      | 2004               | 15,2               | Lauwersoog                                     |
| Hoogste etmaalsom van de neerslag (mm) | 2022              | 20,1              | De Bilt           |      | 1983               | 68,6               | Maastricht                                     |
| Laagste etmaalgemiddelde relatieve vochtigheid (%) | 1959              | 40                | De Bilt           |      | 1959               | 40                 | De Bilt                                        |
| Laagste uurwaarde luchtdruk op zeeniveau (hPa) | 1978              | 995,4             | De Bilt           |      | 1978               | 992,9              | De Kooy                                        |
| Hoogste uurwaarde luchtdruk op zeeniveau (hPa) | 2002              | 1028,2            | De Bilt           |      | 1943               | 1029,1             | Vlissingen                                     |
| Officiële records worden altijd gemeten op het KNMI-weerstation in De Bilt. Landelijke records kunnen worden gemeten op elk officieel KNMI-weerstation in Nederland. |                   |                   |                   |      |                    |                    |                                                |

Uitzonderlijke gebeurtenissen
- 1902 - Officieel maandrecord langste zonneschijnduur in uren van juni gemeten in De Bilt: 16,7. Samen met 26, 27 en 28 juni 1902
- 1902 - Landelijk maandrecord langste zonneschijnduur in uren van juni gemeten in De Bilt: 16,7. Samen met 26, 27 en 28 juni 1902
- 1935 - Officieel hoogste minimumtemperatuur in °C van het jaar gemeten in De Bilt: 17,1
- 1975 - Een neerslagstation in Gouda meet 146 mm[10]
- 1994 - Eerste officiële zomerse dag van het jaar (maximumtemperatuur ≥ 25 °C in De Bilt)
- 2005 - Laatste officiële tropische dag van het jaar (maximumtemperatuur ≥ 30 °C in De Bilt)

### België
Dagrecords
- 1929 - Laagste etmaalgemiddelde temperatuur 10,4 °C
- 2005 - Hoogste etmaalgemiddelde temperatuur 26 °C
- 1929 en 1964 - Laagste minimumtemperatuur 6,4 °C
- 2005 - Hoogste maximumtemperatuur 32,7 °C
- 1985 - Hoogste etmaalsom van de neerslag 30,7 mm

Uitzonderlijke gebeurtenissen
- 1941 - Maximumtemperatuur tot 30 °C in Ukkel.
- 1953 - Grootste dagelijks neerslagtotaal van de eeuw in België: in minder dan 12 uur is er 242 mm neerslag in Herbesthal (Lontzen).
- 1960 - 90 mm neerslag in Botrange (Waimes).
- 1969 - Onweders over geheel het land. Neerslaghoeveelheden tot 58 mm in Langerbrugge, nabij Gent.
- 1983 - In één uur 75 mm in Soumoy (Cerfontaine).

<< · 1 · 2 · 3 · 4 · 5 · 6 · 7 · 8 · 9 · 10 · 11 · 12 · 13 · 14 · 15 · 16 · 17 · 18 · 19 · 20 · 21 · 22 · 23 · 24 · 25 · 26 · 27 · 28 · 29 · 30 · >>